# Платонов, Анатолий Иванович
Анатолий Иванович Платонов (1930—2001) — советский живописец, заслуженный художник БАССР, член Союза художников СССР.

## Биография
Родился в 1930 году в городе Ковров Владимирской области.
Рисовать любил с раннего детства. После войны семья переехала в Вильнюс, там он брал частные уроки у художника Витаутаса Варанки. В 1949 поступил на факультет живописи Государственного художественного института Литовской ССР, который закончил в 1955 году. При распределении после ВУЗа выбрал Уфу, где жил и работал до конца жизни.
В 1958 году Платонов женился на студентке медицинского института Антонине Николаевне Долговой,- впоследствии известная в Уфе врач акушер-гинеколог Платонова. Дети: Александр (1959, переводчик) и Мария (1963, кандидат искусствоведения, хранитель коллекции западноевропейской гравюры музея Петергоф, признанный эксперт).
C 1966 года — член Союза Художников СССР.
Умер А. И. Платонов в 2001 году, через полтора года после жены. Похоронен по его просьбе рядом с ней на сельском кладбище у станции Юматово, под Уфой, где последние годы жила его тёща.
Работы А. И. Платонова хранятся в Башкирском Государственном музее имени М. В. Нестерова в Уфе, в галереях Стерлитамака, Октябрьского, Нефтекамска, в частных коллекциях.
Всего художником написано более тысячи работ.

## Творчество
Практически ежегодно А. И. Платонов предпринимал поездки по башкирским деревням для создания серии портретов и картин окружающей природы, чередуя с поездками на этюды в среднерусскую полосу и в Вильнюс.
Преобладающие жанры, в которых работал художник — пейзаж, портрет.
 
«Башкирия такой гостеприимный край, что я всё время чувствую себя здесь гостем».
Наибольший общественный резонанс имели работы А. И. Платонова «Кинъябикэ́» (1958), «У окна (Портрет жены)» (1959), «В деревне (Девушка с вёдрами)» (1959—1963), «Южный Урал» (1967), "Шедевр мировой архитектуры (Церковь Покрова на Нерли), «У окна (портрет Ирины Тарховой)» (1968), «Саша и Маша» (1970), «Сарай» (1979), серии пейзажей Торжка (1973), Вильнюса (1977 и 1980), Вологодской области (1984), владимирские пейзажи разных лет и портреты.
Из года в год он возвращался к образу церкви Покрова Богородицы на Нерли, обращался к архитектуре Торжка, Вильнюса.
Много А. И. Платонов писал Уральские горы, природу Владимирской и Вологодской областей, Подмосковья, степи юга Башкирии.
Есть среди его работ и натюрморты, в основном с цветами или с уральскими камнями.
Написал он также множество портретов, в основном,- женских. Родственницы, знакомые и даже до этого незнакомые, девочки и старухи, девушки и матроны. Больше всего — русских и башкирских лиц, которые многие называли ликами. Можно сказать, что художник, писал портреты «только тогда, когда не писать уже не мог». В семидесятые годы двадцатого века А. И. Платонов был одним из первых советских живописцев, чьи творческие портреты продавались за границу.
Среди заказных работ художника есть и мозаика, и барельеф, и эскизы к витражам. Есть немного графики,- несмотря на превосходную технику рисунка, Платонов предпочитал кисть и палитру. Большинство работ писал сразу маслом, без эскизного наброска.

## Участие в выставках
- Республиканские выставки: Уфа, с 1956 г. участвовал на всех выставках, кроме молодёжных 1972 и 1976 годов.
- Зональные выставки: «Урал социалистический»: Пермь, 1967; Челябинск, 1969; Уфа, 1974.
- Выставка произведений художников БАССР в Кара-Калпакской АССР, Нукус, 1976.
- Выставка произведений художников БАССР, посвященная 100-летия со дня рождения В. И. Ленина, Ульяновск, 1970,
- Выставка произведений художников 3-х зон, Москва, 1971.
- Выставка произведений художников автономных республик РСФСР, Москва, 1971.
- Всероссийская художественная выставка, Москва, 1970.
- Всероссийская художественная выставка, Москва, 1974.
- Выставка произведений художников БАССР в ГДР, г. Галле, 1975.
- Персональные выставки в Уфе в 1970, 1980, 1988, 1990, 2000 годах.
- Мемориальная персональная выставка к 75-летию в Башкирском Государственном музее им. М. В. Нестерова в 2005.
- Совместные с первым учителем В. Варанка мемориальные выставки в посольстве Литовской Республики в Российской Федерации в Москве в 2007 и в Академии МИД России в 2008 году.